# Једанаеста крајишка ударна бригада
Једанаеста крајишка НО ударна бригада била је јединица НОВЈ активна од септембра 1943. до краја рата.

## Увод

### Развој НОБ
Територијална ограниченост и везаност партизанских одреда за свој крај онемогућавала је преношење борбених дејстава у друге области и избегавање концентричних удара надмоћног непријатеља за време његових офанзива. За даље ширење устанка у Југославији и његово прерастање у општенародни ослободилачки рат, при постојању јаких окупационих и квислиншких снага, биле су потребне сталне, покретне јединице способне за маневар на било којем терену.

### Статут пролетерских НО бригада
Пионирску улогу у стварању регуларне народноослободилачке армије имала је 1. пролетерска НО ударна бригада. Она је формирана 21. децембра 1941. на основу стечених искустава из дотадашње оружане борбе, након пада Ужичке републике у јесен 1941, што је формулисано Статутом пролетерских народноослободилачких бригада који је прописао Врховни штаб НОВЈ и који је важио за све бригаде НОВЈ. Формација је предвиђала: штаб, који чине командант и политички комесар и њихови заменици; најмање 4 ударна батаљона јачине до 300 бораца, формираних у 3-4 ударне чете; пратећу чету са онолико митраљеских водова (од по 2 оруђа) колико је батаљона у бригади, 1 водом лаких и 1 водом тешких минобацача; артиљеријске јединице које се могу састојати из појединих оруђа и батерија (4 оруђа), па све до дивизиона; моторизоване јединице које се формирају по могућности; комору и санитет. Уз штаб бригаде, поред коњичког, пионирског и вода за везу, Статут је предвиђао и културне екипе за културно просветни и политички рад у јединицама и међу народом на терену. Прописана је црвена застава са српом и чекићем у горњем десном углу, петокраком звездом у средини и извезеним именом јединице.

### Од партизанских одреда ка бригадама
Од посебне важности било је наређење Врховног штаба да се у оквиру партизанских одреда стварају ударне чете и батаљони, као прелазни облик од одреда ка бригади. При формирању бригада, те ударне јединице обично су улазиле у њихов састав. Почасни назив ударна даван је само оним бригадама које су се посебно истакле у борби. У 1941. формирана је једна бригада (1. пролетерска); у 1942. формирано је укупно 37 бригада; у 1943. 76 бригада (расформирано 13 бригада); у 1944. 130 бригада (расформирано 13), а у 1945. још 16. нових бригада (расформирано 13). На крају рата било је укупно 220 бригада, од којих 14 пролетерских.

### Значај бригада у НОР
Јачина, састав, опрема и наоружање бригада били су различити у разним периодима НОР и разним крајевима где су бригаде водиле борбу. Тако је просечна јачина бригада у 1942. и 1943. била 800 бораца, а у 1944. око 950 бораца, с тим што су бригаде у Словенији и Македонији биле бројно слабије (500-600 бораца). Наоружање бригада било је лако пешадијско, са митраљезима и минобацачима; наоружаване су од плена из борби са непријатељем, делом из сопствених радионица, а тек од 1943. неке су наоружане и из савезничке помоћи.
По Титу, бригаде су биле оперативне јединице са стратегијским задацима; бригаде су биле способне и за партизанско и за фронтално ратовање (нарочито након формирања дивизија и корпуса НОВЈ), а биле су и комунистичке политичке школе, расадници кадрова за нове јединице НОВЈ, и упоришта КПЈ и НОП.

## Формирање
Једанаеста крајишка НО ударна бригада формирана је 8. септембра 1943. (до 22. септембра под називом тринаеста) од Козарског НОП одреда, јачине 3 батаљона, са 1.259 бораца, а ушла је у састав 4. дивизије.

## Ратни пут бригаде

### 1943
Бригада је дејствовала дуж комуникације Приједор-Босански Нови-Хрватска Костајница, нападајући на непријатеља код Добрљина, где је 24. септембра заробила 89 непријатељских војника. У октобру је формирала и 4. батаљон. Заједно са Козарским НОП одредом заузима Дубицу 13. октобра, где је заробила 148. непријатељских војника, а за време напада на Сански Мост, 20/21. октобра, руши друм Приједор-Бањалука и води оштре борбе код Пискавице, где је убијено 80 и заробљено 50 домобрана, а заплењен 1 брдски топ, 4 минобацача, 11 пушкомитраљеза и 85 пушака.

### 1944
Бригада је учествовала у бањалучкој операцији (31. децембра 1943-2. јануара 1944), а потом до маја 1944. дејствовала са Козаре, уништавајући возове, непријатељска упоришта и осигуравајуће јединице дуж комуникација Бањалука-Приједор-Босански Нови-Хрватска Костајница и Приједор-Сански Мост. У тешким борбама у селу Ракелићима и Миљановићима Бригада је имала 157 погинулих и рањених. Потом је учествовала у нападу на Козарац 9. јула и Босанску Дубицу 21/22. јула, у ослобођењу Приједора 7. септембра, у неуспелом нападу на Босанску Градишку 18/19. септембра, ослобођењу Травника 20-22. октобра и заузимању непријатељских упоришта у долини Лашве.

### 1945
До средине априла 1945. Бригада је водила тешке борбе дуж пруге Лашва-Какањ, затим са непријатељским снагама које су покушавале да поново заузму Травник, и за коначно ослобађање Травника, Бусоваче и Зенице. Након борби и маршева преко Јајца, Бањалуке и Цазина, учествовала је у ослобођењу Карловца 30. априла-6. маја. Последње борбе водила је у завршним операцијама код Брежица и Кршког.

## Одликовања
За ратне заслуге Бригада је одликована Орденом заслуга за народ и Орденом братства и јединства.